# باد موندر
باد موندر آن در دايستر (بالألمانية: Bad Münder) هي بلدة ألمانية تقع في ألمانيا في سكسونيا السفلى.[بحاجة لمصدر]  يقدر عدد سكانها بـ 18,627 نسمة .

## أعلام
- هيلديغارد فالك
- كارل إريك أندريه